# Аралбай (батыр)
Аралбай Кебенекулы (1712, близ Жаркента — 1752, на берегу реки Шу) — батыр, участник казахско-джунгарской войны, посол. Происходит из рода мырзагелды племени суан.
Сподвижник батыров Каракерей Кабанбая, Богенбая, Наурызбая, Отегена, Раимбека, Хангельды. В 1733—1734 годах находился в Петербурге в составе посольства султана Ералы к российской царице Анне Иоанновне (посольство султана Ералы). В 1740 году Аралбай участвовал в сражениях против калмыков в Жетысу, в окрестностях Таласа. Погиб в одном из сражений.